# بانک بونهوت
بانک بونهوت (انگلیسی: Banque Bonhôte) شرکت خدمات مالی و بانکداری سوئیسی است، که در سال ۱۸۱۵ تأسیس شد.